# Lóvlia
Lóvlia (en rus: Ловля) és un poble de la República de Komi, a Rússia, segons el cens del 2010 tenia 3 habitants.